# Getit
Getit, željezov oksihidroksidni mineral, kemijska formula α-FeOOH, nazvan po velikom njemačkom književniku Johannu Wolfgangu von Goetheu. Stabilan je pri umjerenim temperaturama i zbog toga vrlo rasprostranjen u prirodi. Najstabilniji je i najrasprostranjeniji željezov oksihidroksid. 
Ljudi su upotrebljavali getit još u prethistorijsko doba o čemu svjedoče nalazi boje sa zidnih crteža u spiljama Lascaux u Francuskoj. Prvi je put opisan godine 1806. na temelju uzoraka iz rudnog područja Mesabi u Minnesoti, Sjedinjene Države.
Getit obično nastaje starenjem drugih željezom bogatih minerala i zbog toga je uobičajen sastavni dio tla. Također može nastati taloženjem u podzemnim vodama ili u drugim sedimentnim uvjetima, a može nastati i kao primarni mineral u hidrotermalnim nanosima.

## Fizička svojstva
Tvrdoća getita kreće se od 5 do 5,5 na Mohsovoj skali, a specifična težina varira od 3,3 do 4,3, ovisno o uzorku. Getit obično tvori prizmatske igličaste kristale koji su obično grupirani u masivne agregate.
Magnetsko uređenje getita dobre kristalnosti na sobnoj temperaturi je antiferomagnetsko s Néeelovom temperaturom od 400 K.

## Kristalna struktura
Struktura getita temelji se na heksagonskoj gustoj slagalini kisikovih aniona (O2-) između kojih su u oktaedrijske šupljine smješteni kationi željeza (Fe3+). Kationi željeza okruženi su s po 6 kisikovih aniona od kojih 3 imaju vezan vodikov atom (hidroksilni anioni, OH-).
Kristalna struktura getita pripada rompskom kristalografskom sustavu i prostornoj grupi Pbnm s parametrima jedinične ćelije a = 4.587 Å, b = 9.937 Å i c = 3.015 Å . Jediničana ćelija sadrži 4 formulske jedinke.

## Boja
Ovisna je o veličini kristalnih zrna. U masivnim kristalnim agregatima, getit je tamno smeđ ili crn, dok je u praškastom obliku svijetlo smeđ ili žut. Zbog velike moći bojanja, kemijske stabilnosti i neotrovnosti vrlo je velika uporaba getita kao pigmenta.

## Sinteza

### Industrijska sinteza
Polazni materijal za sintezu su gotovo uvijek željezove(II) soli koje su jeftinije od željezovih(III) soli. Postupak se temelji na taloženju topljive željezove(II) soli s lužinom nakon čega slijedi oksidacija.
Često korišten proces je tzv. Pennimanov proces u kojem se koriste željezov(II) sulfat, metalno željezo i natrijev hidroksid. Prvi korak u postupku je nastajanje klica u posebnom reaktoru pri temperaturi od 20 do 50 °C:
```
    4FeSO
4
 + 8NaOH + O
2
 → 4α-FeOOH + 4Na
2
SO
4
 + H
2
O
```

Tako dobiven getit može se koristiti kao prozirni pigment, a ako se želi povećati moć prekrivanja čestice moraju dalje rasti u drugom reaktoru pri temperaturi od 75 do 90 °C:
```
    4FeSO
4
 + 6H
2
O + O
2
 → 4α-FeOOH + 4H
2
SO
4

   
    4H
2
SO
4
 + Fe → FeSO
4
 + H
2
```

Nastala sulfatna kiselina reagira s metalnim željezom čime se nadoknađuju ioni Fe2+. Prednost ovog procesa je to što je potrebna samo mala količina željezovog(II) sulfata i lužine da bi se inicirala reakcija. Variranjem vremena reakcije mogu se dobiti željene karakteristike pigmenta.

### Laboratorijska sinteza
Osim postupka oksidacije otopine željezove(II) soli, α-FeOOH se u laboratoiju često sintetizira dodatkom lužine u otopinu neke željezove(III) soli:
```
    FeCl
3
 + 3NaOH → α-FeOOH + 3 NaCl + H
2
O
```

## Karakterizacija
Prisutnost getita u prirodnom ili sintetičkom uzorku može se dokazati pomoću niz instrumentalnih tehnika od kojih se mogu izdvojiti rendgenska difrakcija u prahu (XRD), Mössbauerova spektroskopija i infracrvena spektroskopija.